# صخره‌ماهی ژرف‌زی
صخره‌ماهی ژرف‌زی (نام علمی: Sebastes mentella) نام یک گونه از سرده صخره‌ماهی است.